# Massuria sreepanchamii
Massuria sreepanchamii är en spindelart som först beskrevs av Benoy Krishna Tikader 1962.  Massuria sreepanchamii ingår i släktet Massuria och familjen krabbspindlar. Inga underarter finns listade i Catalogue of Life.